# Corybas longipetalus
Corybas longipetalus är en orkidéart som först beskrevs av Henry Nicholas Ridley, och fick sitt nu gällande namn av Rudolf Schlechter. Corybas longipetalus ingår i släktet Corybas, och familjen orkidéer. Inga underarter finns listade i Catalogue of Life.